# Metopia grisea
Metopia grisea är en tvåvingeart som först beskrevs av Robineau-desvoidy 1830.  Metopia grisea ingår i släktet Metopia och familjen köttflugor. Inga underarter finns listade i Catalogue of Life.